# Françoise van Orléans (1844-1925)

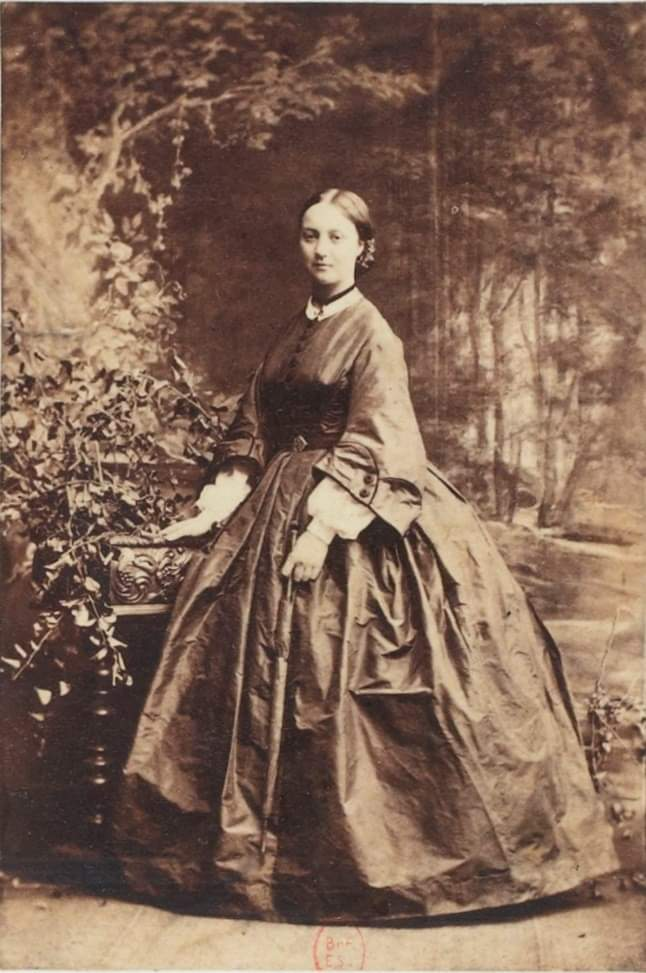
Prinses Françoise van Orléans (19e eeuw)

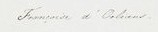
Handtekening van Françoise

Françoise Marie Amélie van Orléans (Neuilly-sur-Seine, 14 augustus 1844 - 
Saint-Firmin, 28 oktober 1925) was een Franse prinses uit het huis Orléans.
Zij was het oudste kind van Frans van Orléans en Francisca Caroline van Portugal.
Zelf trouwde ze op 11 juni 1863 in Kingston upon Thames met haar volle neef Robert van Orléans, een zoon van Ferdinand Filips van Orléans en diens vrouw Helena van Mecklenburg-Schwerin.
Het paar kreeg de volgende kinderen:
- Marie (1865-1909), getrouwd met prins Waldemar van Denemarken
- Robert Lodewijk (Robert Louis) (1866-1885)
- Hendrik Philippe (Henri Philippe) (1867-1901)
- Margaretha Louise (Marguerite Louise) (1869-1940)
- Jan Peter (Jean Pierre) (1874-1940)